# 帕拉诺新堡
帕拉诺新堡（義大利語：Castelnuovo Parano）是意大利弗罗西诺内省的一个市镇。总面积9.95平方公里，人口900人，人口密度90.5人/平方公里（2009年）。ISTAT代码为060021。